# New York Town
New York Town è un film statunitense del 1941 diretto da Charles Vidor.